# Mike Bost
Mike Bost (ur. 30 grudnia 1960 w Murphysboro) – amerykański polityk, członek Partii Republikańskiej i kongresman ze stanu Illinois (od roku 2015). Z zawodu strażak.